# Wallerstein
Wallerstein er en købstad i Landkreis Donau-Ries i Regierungsbezirk Schwaben i den tyske delstat Bayern, med knap 3.500 indbyggere. Den er administrationsby for Verwaltungsgemeinschaft Wallerstein.

## Geografi
Wallerstein ligger i Region Augsburg tæt ved Nördlingen og meteoritkrateret Nördlinger Ries. Der 65 meter høje Wallersteiner Borgklippe er det centrale punkt i byen.
Der er følgende landsbyer i kommunen: Birkhausen, Ehringen, Munzingen, Wallerstein.